# Anders Rambekk
Anders Rambekk (Kristiansand, 17 augustus 1976) is een voormalig betaald voetballer uit Noorwegen die speelde als verdediger. Hij beëindigde zijn loopbaan in 2013 bij Odd Grenland na eerder onder meer voor SK Brann Bergen te hebben gespeeld.

## Interlandcarrière
Onder leiding van bondscoach Åge Hareide maakte Rambekk zijn debuut voor het Noors voetbalelftal op 1 juni 2006 in het oefenduel tegen Zuid-Korea (0-0) in Oslo. Hij speelde in totaal zeven officiële interlands voor zijn vaderland.

## Erelijst
Odd Grenland
- Noorse beker

2004
 Lillestrøm SK
- Noorse beker

2007